# Pirané
Pirané ist die Hauptstadt des gleichnamigen Departamento Pirané in der Provinz Formosa im Norden Argentiniens. Sie liegt 110 Kilometer von der Provinzhauptstadt Formosa entfernt. In der Klassifikation der Gemeinden der Provinz gehört es zu den Gemeinden (Municipio) der 2. Kategorie.

## Geschichte
Das Gründungsdatum des Ortes ist der 21. November 1912. Er wurde an der Eisenbahnlinie Formosa – Embarcación gebaut, wo auch die 
Ferrocarril Decauville Oswald verkehrte.